# زوران ستويكوفيتش
زوران ستويكوفيتش (1946 - 2020)، هو سياسي صربي شغل منصب وزير العدل في حكومة صربيا من 2004 إلى 2007.
ولد يوم 7 أكتوبر 1946 في مدينة بلغراد جمهورية يوغوسلافيا، تخرج من كلية الحقوق جامعة بلغراد وعمل في البداية كقاض محكمة المقاطعة. اشتهر بدوره لدوره في المحاكمة السياسية في بلغراد عام 1984، والذي وصفتها منظمة العفو الدولية بأنها «المحاكمة الأخيرة الستالينية في أوروبا الشرقية». توفي يوم 6 يوليو 2020 في مدينة بلغراد عن عمر 73 سنة.